# Multifokální síňová tachykardie
Multifokální síňová tachykardie (multifokální atriální tachykardie - MAT) je porucha srdečního rytmu, při které je příčina rychlé srdeční akce ve svalovině srdečních předsíní. V ní se v tomto případě nachází oblasti, které vytváří vzruchy rychleji než normální "udavač tempa" (pacemaker), kterým je sinoatriální uzel.
Příčinou je zvýšená automacie v těchto oblastech: srdeční buňky mají schopnost spontánní depolarizace - tedy samovolné změny membránového napětí, kdy po překročení jistého prahového napětí dojde ke vzniku vzruchu (rychlé depolarizaci), který se odtud rychle šíří po srdci a vede k srdečnímu stahu. Za patologických stavů mohou existovat zdroje, v jejichž buňkách probíhá spontánní depolarizace rychleji než sinoatriálním uzlu, kde je za normálních okolností nejrychlejší. Takový patologický zdroj pak celému srdci vnutí svou frekvenci a může být příčinou rychlé srdeční akce - tachykardie.

## Vyšetření
Multifokální síňová tachykardie se diagnostikuje podobně jako jiné srdeční arytmie podle elektrokardiografického záznamu (EKG). Je definovaná přítomností alespoň třech míst v síních, která jsou zdrojem abnormálních vzruchů - na EKG je poznáme podle toho, že vlny P, které odpovídají aktivitě předsíní, mají proměnlivý tvar, podle toho z kterého zdroje se jednotlivé vzruchy šíří. Najdeme tedy alespoň tři různé typy vln P, které se liší tvarem i vzdáleností od následujícího komplexu QRS (odpovídá aktivitě srdečních komor). Na rozdíl od jiných supraventrikulárních tachykardií nedosahuje srdeční frekvence u MAT obvykle extrémně vysokých hodnot (obvykle 100-130/minutu) a pulz bývá nepravidelný.

## Příčiny
Nejčastěji se vyskytuje u pacientů s nemocemi plic a průdušek. Podílí se na ni nedostatečné okysličení krve a změny v hladinách krevních minerálů, které u těchto nemocných bývají.

## Léčba
Je třeba léčit zejména základní vyvolávající, obvykle plicní, onemocnění. Z léků ovlivňujících srdeční rytmus se podávají kalciové blokátory, ovšem s nejistým efektem. Jiná speciální opatření jako kardioverze či radiofrekvenční ablace se neprovádí. 